# Medinilla intermedia
Medinilla intermedia är en tvåhjärtbladig växtart som beskrevs av Carl Ludwig von Blume. Medinilla intermedia ingår i släktet Medinilla och familjen Melastomataceae. Inga underarter finns listade i Catalogue of Life.